# Szélesfarkú halfarkas

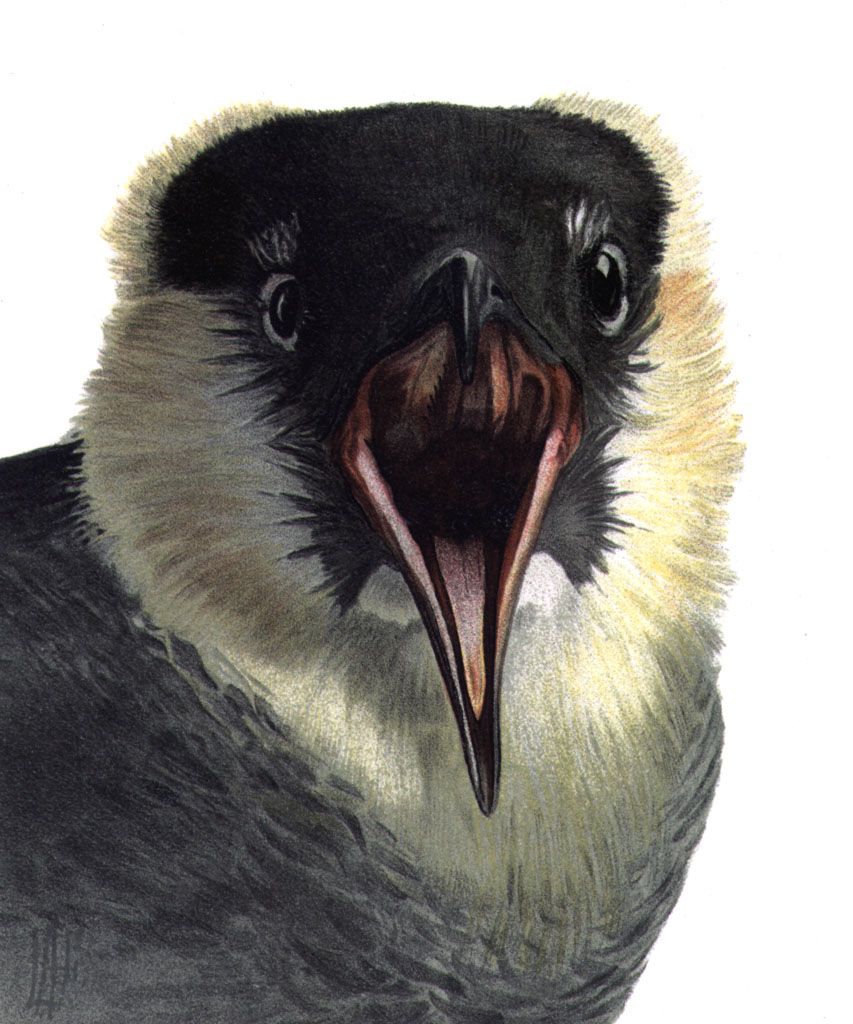
Portré

A szélesfarkú halfarkas (Stercorarius pomarinus) a madarak osztályának lilealakúak (Charadriiformes) rendjébe, ezen belül a halfarkasfélék (Stercorariidae) családjába tartozó faj.

## Rendszerezése
A fajt Coenraad Jacob Temminck holland arisztokrata és zoológus írta le 1815-ben, a Lestris nembe Lestris pomarinus néven.

### Kárpát-medencei előfordulása
Magyarországon ritka kóborló, az őszi időszakban.

## Előfordulása
Eurázsia és Észak-Amerika északi részén fészkel. Hosszútávú vonuló, telelni a trópusi és szubtrópusi tengerekre vonul. Természetes élőhelyei a tundrák, tengerpartok és a nyílt tengerek.

## Megjelenése
Testhossza 46–51 centiméter, szárnyfesztávolsága 125–138 centiméter, testtömege pedig 600–900 gramm.
|  |  |

## Életmódja
Fészkelőhelyén főleg lemmingekkel táplálkozik, de mivel táplálékparazita, más madarak, főleg sirályok zsákmányát is elragadja és a fiókáikat is megeszi.

## Szaporodása
A talaj kisebb mélyedésébe rakja sáslevelekből készített fészkét, melyet mohával és zuzmóval bélel ki. Egy fészekaljban többnyire 2 tojás található, melyen 25-27 napig felváltva mindkét szülő kotlik. A fiatal madarak 31-32 napos korukban repülnek ki.
|  |

## Természetvédelmi helyzete
Az elterjedési területe rendkívül nagy, egyedszáma nagy és stabil. A Természetvédelmi Világszövetség Vörös listáján nem fenyegetett fajként szerepel. Magyarországon védett, természetvédelmi értéke 25 000 Ft.